# Венеричні хвороби
Венеричні захворювання (лат. morbus venereus) — назва групи ЗПСШ, які передаються лише через сексуальні контакти. 
Венеричні захворювання включені у перелік ЗПСШ, але ЗПСШ відрізняються тим, що:
- мають також нестатеві механізми і шляхи передачі,
- щодо деяких захворювань можна набути імунітет (природно чи штучно сформований).

Перша офіційна згадка про венеричну хворобу визначена 1658 роком.

## Термінологія
Прикметник венеричний походить від імені Венери (лат. Venus, у родовому відмінку Veneris), давньоримської богині кохання та краси. Венеричні хвороби буквально означає: хвороби, які спричинила любов: непорядні, випадкові сексуальні зв'язки.
Терміни «венеричні хвороби» та «ЗПСШ» використовують у практичній медицині, оскільки у МКХ-10 розділ Інфекційні хвороби, що передаються переважно статевим шляхом (A50-A64), вказано обидва поняття: A64 Неуточнені захворювання, що передаються статевим шляхом Включаючи: венеричну хворобу БДВ.
У 1982 році ВООЗ запропонувало замінити назву Венеричні хвороби на Захворювання (інфекції), що передаються статевим шляхом. Однак, окрім назви, ВООЗ до класичної п'ятірки венеричних захворювань, додало інші захворювання. 

## Перелік
Класична п'ятірка венеричних хвороб:
1. Сифіліс (збудник лат. Treponema pallidum; лат. Syphilis)
2. Гонорея (збудник лат. Neisseria gonorrhoeae; лат. Gonorrhoea, гонококова інфекція. англ. Gonococcal infection)
3. М'який шанкр (збудник лат. Haemophilus ducreyi; лат. Ulcus molle, шанкроїд, англ. Chancroid)
4. Хламідійна лімфогранульома (збудник лат. Chlamydia trachomatis; лат. lymphogranulomatosis inguinalis, лімфогранулематоз венеричний, англ. Chlamydial lymphogranuloma (venereum), Lymphogranuloma inguinale, Climatic or tropical bubo, Durand-Nicolas-Favre disease, Esthiomene)
5. Пахова гранульома (збудник лат. Calymmatobacterium granulomatis, Klebsiella (Calymmatobacterium) granulomatis; лат. Granuloma venereum, венерична гранульома/донованоз, англ. Granuloma inguinale, Donovanosis)

## Епідеміологія

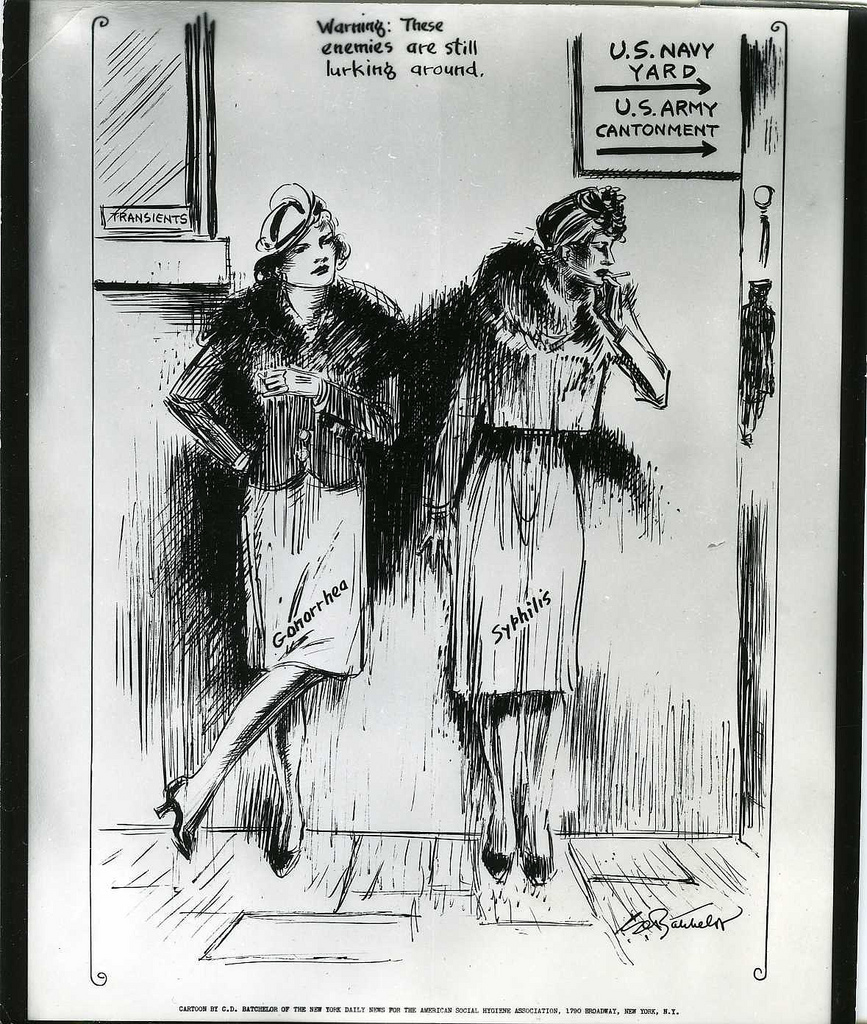
Жінки в проституції. Малюнок років Другої світової війни

Чимало факторів сприяють їх поширенню. На епідемічне поширення венеричних хвороб впливають такі чинники:
- соціальні катаклізми,
- війни,
- значний занепад суспільної моралі чи період зміни моделі суспільної моралі,
- безсимптомний перебіг,
- невігластво щодо сексуальності, брак сексуальної освіти.

Першу значну епідемію венеричних захворювань у Західній Європі (в тому числі й сифіліс) спричинили моряки Христофора Колумба, що повернулися з Америки, де не дотримувались навіть вимог християнської моралі, декларованих тодішнім суспільством і церквою. Відсутність надійних ліків сприяла появі госпісів для невиліковних хворих, карантинів для моряків (уперше запроваджених у Венеції), підвищенню моралі в середовищі християнських держав. Епідемію в 16 столітті це не зупинило, але її вдалося приборкати й контролювати.

## Профілактика та боротьба
Офіційна медицина спрямовує інформаційне наповнення масмедіа щодо венеричних захворювань, змінюючи усвідомлення необхідності профілактичних заходів як загального, так і індивідуального характеру.
Так, ВООЗ інтенсивно публікує епіддані щодо захворюваності, причин її виникнення та шляхів їх попередження та лікування на міжнародному рівні.
Міжнародні програми сприяють проведенню заходів, що запобігають поширенню цих хвороб: хворим надають безкоштовну медичну допомогу (обстеження, виявлення, лікування, інформування). Для контролю профілактики та лікування у різних країнах передбачено відповідальність (наприклад, в Україні — у кримінальному порядку). Поведінка людей, які знають про своє захворювання, але приховують його і заражають інших людей, розцінюється як суспільно небезпечна. Зареєстровані випадки, коли жертви поведінки людини, хворої на венеричне захворювання, влаштовували над нею самосуд.
Сучасна система боротьби з венеричними захворюваннями працює ефективно, методи й засоби діагностики та лікування є достатніми. Проте хворі часом приховують захворювання, перекручують відомості про джерело та обставини захворювання, багато чого замовчують. Це ускладнює боротьбу.
Перевіреним методом профілактики є методи безпечного сексу, зокрема, використання презервативів. Використання презерватива під час статевого акту значно зменшує ризик зараження венеричними захворюваннями. Для цього презерватив потрібно правильно надягати до початку сексуального контакту та звертати увагу, щоб виділення з геніталій одного партнера не могли потрапити на геніталії та слизові оболонки партнера як до початку, так і після контакту; презерватив необхідно надягнути до початку сексуальних контактів та не торкатися незахищених геніталій партнера(-ки). Застосування антисептиків значно знижує, але повністю не усуває ризик зараження.
Поширенню венеричних хвороб значно сприяють часті випадки їх безсимптомного перебігу впродовж тривалого часу — сексуальна та профілактична освіта дозволяє суттєво зменшити кількість таких хворих.